# COPA-COGECA

Logo

COPA-COGECA (Eigenschreibweise auch Copa-Cogeca) ist der in Brüssel angesiedelte Zusammenschluss von COPA und COGECA, der beiden großen landwirtschaftlichen Dachorganisationen in der Europäischen Union. Er besteht seit 1962 und ist insbesondere auf der Ebene der gemeinsamen Agrarpolitik (GAP) aktiv. COPA ist der europäische Dachverband der Landwirte („europäischer Bauernverband“) und COGECA ist der europäische Dachverband der landwirtschaftlichen Genossenschaften. Gemeinsam bilden sie die stärkste repräsentative Interessenvertretung der europäischen Landwirtschaft.
Der organisatorische Zusammenschluss der beiden unabhängigen Verbände erfolgt vor allem über diverse gemeinsame Arbeitsgruppen und ein gemeinsames Sekretariat, das sich seit 1962 in Brüssel befindet. Generalsekretär ist Pekka Pesonen aus Finnland.

## Die beiden Organisationen

### COPA
Die Dachorganisation COPA (frz. Comité des organisations professionnelles agricoles) wurde 1958 als „Ausschuss der berufsständischen landwirtschaftlichen Organisationen“ gegründet und vertritt die Interessen der Landwirte bzw. ihrer nationalen Organisationen in der EU.
Der Verband hat 60 Mitgliedsorganisationen aus EU-Ländern sowie 36 Partnerorganisationen aus anderen europäischen Ländern wie Island, Norwegen, der Schweiz und der Türkei (Stand 2024). Zu den Vollmitgliedern gehören u. a. der Deutsche Bauernverband, der Verband der Landwirtschaftskammern Deutschlands und die Landwirtschaftskammer Österreich. Insgesamt vertritt COPA mehrere Millionen Landwirte in der EU. Aktuelle COPA-Präsidentin ist Christiane Lambert aus Frankreich (Stand 2024), Stellvertreter ist der ehemalige österreichische Landwirtschaftsminister Nikolaus Berlakovich (Stand 2024).

### COGECA
Die Dachorganisation COGECA (frz. Comité général de la coopération agricole de l’Union européenne) wurde 1959 von den nationalen Genossenschaftsverbänden der EWG-Mitgliedsstaaten als „Allgemeiner Verband der landwirtschaftlichen Genossenschaften“ gegründet.
COGECA-Verband hat 35 Vollmitglieder, 4 angeschlossene Mitglieder aus der EU und 36 Partnerorganisationen (Stand 2024). Zu den Vollmitgliedern gehören u. a. der Deutsche Raiffeisenverband und der Österreichische Raiffeisenverband. Insgesamt vertritt COGECA etwa 22.000 landwirtschaftliche Genossenschaften, in denen etwa 660.000 Menschen beschäftigt sind und einen jährlichen Gesamtumsatz von über 300 Milliarden Euro erwirtschaften. Aktueller COGECA-Präsident ist Lennart Nilsson aus Schweden (Stand 2024).
Als europäischer landwirtschaftlicher Genossenschaftsverband gehört COGECA wiederum Cooperatives Europe, der Europa-Region-Vertretung des sektorübergreifenden Internationalen Genossenschaftsbunds (IGB), an.